# Beatnik
Beatnik è una parola inventata dal giornalista Herb Caen, del San Francisco Chronicle, in un suo articolo del 2 aprile 1958, come termine denigratorio per riferirsi ai beats, ovvero ai membri della Beat Generation, come unione di parole con il satellite sovietico Sputnik, per sottolineare sia la distanza dei beat dalla società statunitense corrente, sia il fatto che erano vicini alle idee comuniste, in un'epoca in cui gli Stati Uniti d'America vivevano un profondo sentimento di anticomunismo e una paranoica paura rossa durante il periodo maccartista della guerra fredda.
Gli appartenenti al gruppo beatnik hanno messo in discussione i canoni tradizionali di "rispettabilità", ribellandosi al conformismo alienante della società dei consumi, al segregazionismo e alla disperazione del proletariato bianco agricolo, cercando alternative di vita nelle droghe, che avrebbero dovuto dare un approfondimento della consapevolezza interiore e nell'"attività sessuale" che avrebbe avuto una forza catartica di liberazione, la rivoluzione sessuale, secondo la teoria della funzione dell'orgasmo di Wilhelm Reich.

## La spiritualitàbeat
Nell'idea di Jack Kerouac, che coniò il termine beat, esso aveva una connotazione positiva, in senso spirituale connesso al termine beatitudine ma che significa anche rottura.
A partire dal 1958, il termine beat è stato usato per definire quel particolare movimento letterario ed artistico "anti-materialista", dedito alla spiritualità. Molti artisti beat divennero, infatti, devoti a movimenti religiosi e filosofie orientali, quali il taoismo e il Buddhismo Zen.